# Śląski Związek Chórów i Orkiestr
Śląski Związek Chórów i Orkiestr (ŚZChiO) – stowarzyszenie zrzeszające chóry i orkiestry z terenu Górnego Śląska, będące członkiem Europejskiego Stowarzyszenia Chóralnego. Wydawca kwartalnika „Śpiewak Śląski”.

## Historia

### Początki
W drugiej połowie XIX wieku zaczęły powstawać na terenie Górnego Śląska organizacje wspierające rozwój śpiewu zbiorowego. W 1909 roku w Zadolu (obecnie części Katowic) odbyło się pierwsze w regionie Święto Pieśni, w którym wzięło udział osiem chórów: z Bytomia, Mikołowa, Chorzowa, Józefowca, Nowej Wsi, Piekar Śląskich, Załęża i Świętochłowic.
18 kwietnia 1910 roku chóry zrzeszyły się w ramach powołanego wówczas Związku Śląskich Kół Śpiewaczych (ZŚKŚ) z siedzibą w Bytomiu. Obejmował on Górny Śląsk ze Śląskiem Opolskim i Śląskiem Cieszyńskim oraz Zaolzie, a jego założycielem był Michał Wolski (1866–1922). Przedstawiony wówczas statut opracował bytomski adwokat Kazimierz Czapla. Związek powstał jako forma ochrony śpiewaków i dyrygentów przed restrykcjami, stosowanymi przez władze niemieckie za propagowanie kultury i pieśni polskiej. 8 października 1911 roku w Zadolu odbył się I zjazd polskich kół śpiewaczych na Górnym Śląsku pod auspicjami ZŚKŚ, w którym wzięło udział 14 chórów i ok. 1800 publiczności. Do wybuchu I wojny światowej w zjazdach uczestniczyło około stu chórów.
W 1919 roku w pierwszym zebraniu ZŚKŚ po zakończeniu wojny wzięło udział 270 delegatów ze 117 chórów – I naczelnym dyrygentem (dyrektorem artystycznym) Związku został Julian Samulowski z Żor, absolwent szkoły muzycznej w Ratyzbonie. Wówczas wprowadzono Rotę – kompozycji Feliksa Nowowiejskiego do słów Marii Konopnickiej jako obowiązkową pieśń rozpoczynającą zebranie chóru. W 1920 roku uchwalono nowy statut i zorganizowano I kurs dla dyrygentów. W 1922 roku po plebiscycie i podziale Górnego Śląska powstały dwa oddzielne zarządy: Związek utworzony dla części niemieckiej zachował dotychczasową nazwę, siedzibę i objął 129 kół, Związek dla części polskiej przyjął nazwę Związek Kół Śpiewaczych Województwa Śląskiego z siedzibą w Katowicach i objął 225 zespołów. Wspólnym prezesem był nadal Michał Wolski, a sekretarzem Jan Fojcik. W 1929 roku odbył się Wszechsłowiański Zjazd Śpiewaków – największe przedsięwzięcie społecznego ruchu muzycznego w XX wieku, z udziałem prezydenta Polski Ignacego Mościckiego, prymasa Polski ks. kard. Augusta Hlonda i Ignacego Jana Paderewskiego. Z Górnego Śląska pojechało 2,5 tysiąca śpiewaków. Połączony chór 18 tys. śpiewaków na Stadionie Miejskim wykonał Ojczyznę Feliksa Nowowiejskiego pod jego dyrekcją. Zbiorowymi chórami z Górnego Śląska, męskim i mieszanym, dyrygował prezes ZŚKŚ Stefan Marian Stoiński. W 1930 roku powstał pomnik Stanisława Moniuszki – z inicjatywy prezesa (i dyrygenta) ŚZKŚ Stefana Mariana Stoińskiego, wyłącznie ze składek górnośląskich śpiewaków (20 699,98 zł). Odlany z brązu w Mikołowskich Zakładach Metalurgicznych, wg projektu Wincentego i Stefana Chorembalskich, odsłonięty na placu Karola Miarki w Katowicach 8 czerwca tego samego roku, z udziałem 6 tys. śpiewaków i orkiestry dętej liczącej 300 muzyków. W 1934 roku na skutek ustawy Sejmu RP nazwa ŚZKŚ zmieniła się na Stowarzyszenie Śpiewaków Śląskich i obowiązywała do 1939 roku. Po II wojnie światowej ponownie przywrócono nazwę ŚZKŚ.

### Dalsze losy
W 1950 roku kapelmistrz Mieczysław Kosewski zainicjował utworzenie Związku Amatorskich Orkiestr Dętych z siedzibą w Katowicach, które w wyniku oporo władz partyjnych dołączono zarówno do Zjednoczenia Polskich Związków Śpiewaczych, jak też do ŚZKŚ (w nazwach obydwu stowarzyszeń dodano: I Instrumentalnych). W wyniku metod zarządzania kulturą nastąpiła likwidacja 180 chórów: ze stanu 235 w 1949 roku do 55 w 1982 roku. Inaczej było z orkiestrami dętymi: od lat 50. XX wieku do 1987 roku przybyło ich z 20 do 167, dzięki mecenatowi przemysłu.
1 stycznia 1974 roku ŚZKŚ stał się Oddziałem Śląskim PZChiO. Dotychczasowe Zjednoczenie Polskich Związków Śpiewaczych i Instrumentalnych przekształcono w Polski Związek Chórów i Orkiestr, a działające autonomicznie związki regionalne przekształcono w Oddziały terenowe PZChiO. W 1979 roku ufundowano sztandar OŚ PZChiO.
W 1983 odbył się I Ogólnopolski Festiwal Polskiej Pieśni Chóralnej, z corocznym finałem w Katowicach, zaniechany w 1991 z powodów finansowych, przywrócony w 1996 w cyklu dwuletnim, naprzemiennie z Górnośląskimi Konfrontacjami Chóralnymi i Orkiestralnymi.
W 1991 roku powołano Oddział Zaolziański PZChiO, pierwszy zagraniczny oddział, pozostający jednocześnie w strukturach Polskiego Związku Kulturalno-Oświatowego w Czechosłowacji oraz Unie Českých Pěveckých Sborů. W 1993 roku miał miejsce I Trojok Śląski w Katowicach, a w1995 roku I Górnośląskie Konfrontacje Chóralne i Orkiestralne, które zakładały odbudowę więzi śpiewactwa na terenach historycznego Górnego Śląska (zgodnie z zasięgiem ZŚKŚ). Kolejne edycje odbywały się w cyklu dwuletnim, przemiennie z Ogólnopolskim Festiwalem Polskiej Pieśni Chóralnej. W 1999 roku zorganizowano je w formie pikniku śpiewaczo-muzycznego w Skansenie Wojewódzkiego Parku Kultury i Wypoczynku w Chorzowie i od tej pory odbywają się jako Górnośląskie Prezentacje Chórów i Orkiestr. W 1996 roku utworzono Śląską Bibliotekę Muzyczną jako stały dział Biblioteki Śląskiej w Katowicach i przekazano w depozyt zbiory Oddziału Śląskiego PZCHiO.
19 kwietnia 2009 roku powołano Śląski Związek Chórów i Orkiestr, na Walnym Zjeździe, na skutek oddzielenia się od PZChiO, głosami 112 delegatów. Rejestracja tego faktu w Krajowym Rejestrze Sądowym posiada datę 18 grudnia 2009.
W 2023 roku odbył się Międzynarodowy Festiwal IV Noc Chórów w Rudzie Śląskiej – pierwsza edycja pod auspicjami ŚZChiO.
2 lutego 2024 włączono ŚZChiO w poczet Europejskiego Stowarzyszenia Chóralnego (ECA).

## Struktura

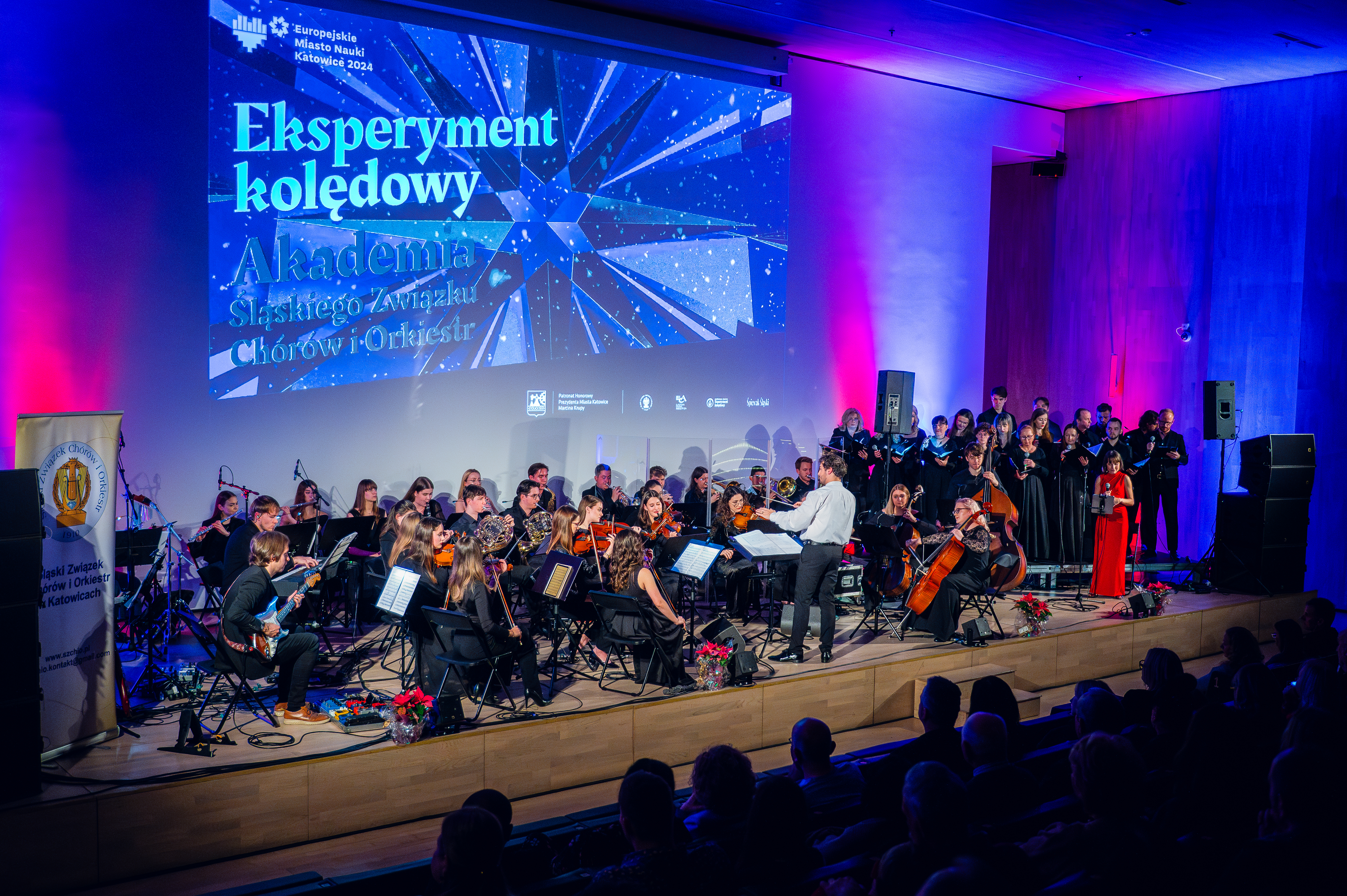
Eksperyment Kolędowy (2024)

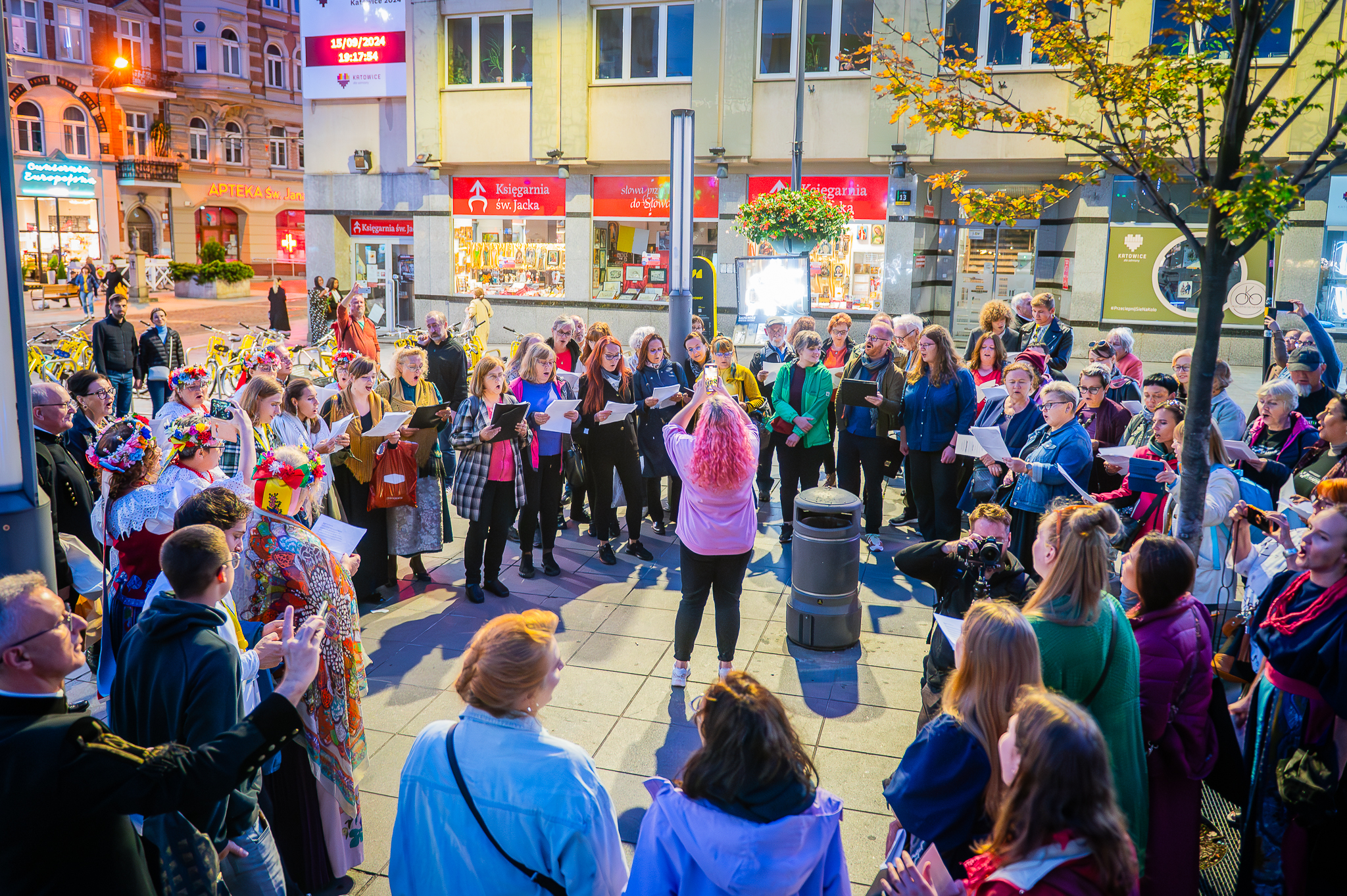
Europejskie Dni Dziedzictwa Cześć Każdej Pieśni na Rynku w Katowicach (2024)

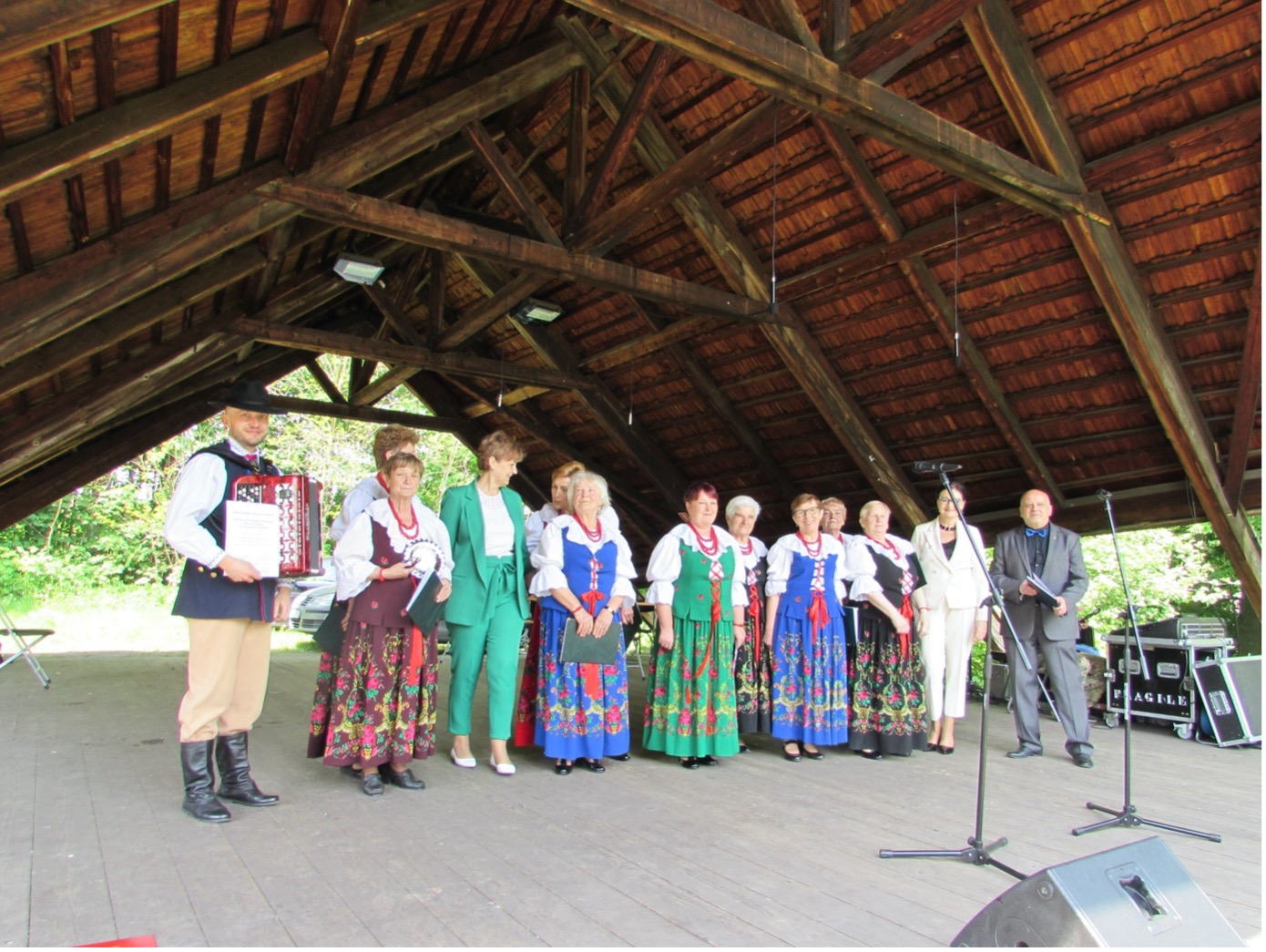
Górnośląskie Prezentacje Chórów i Orkiestr

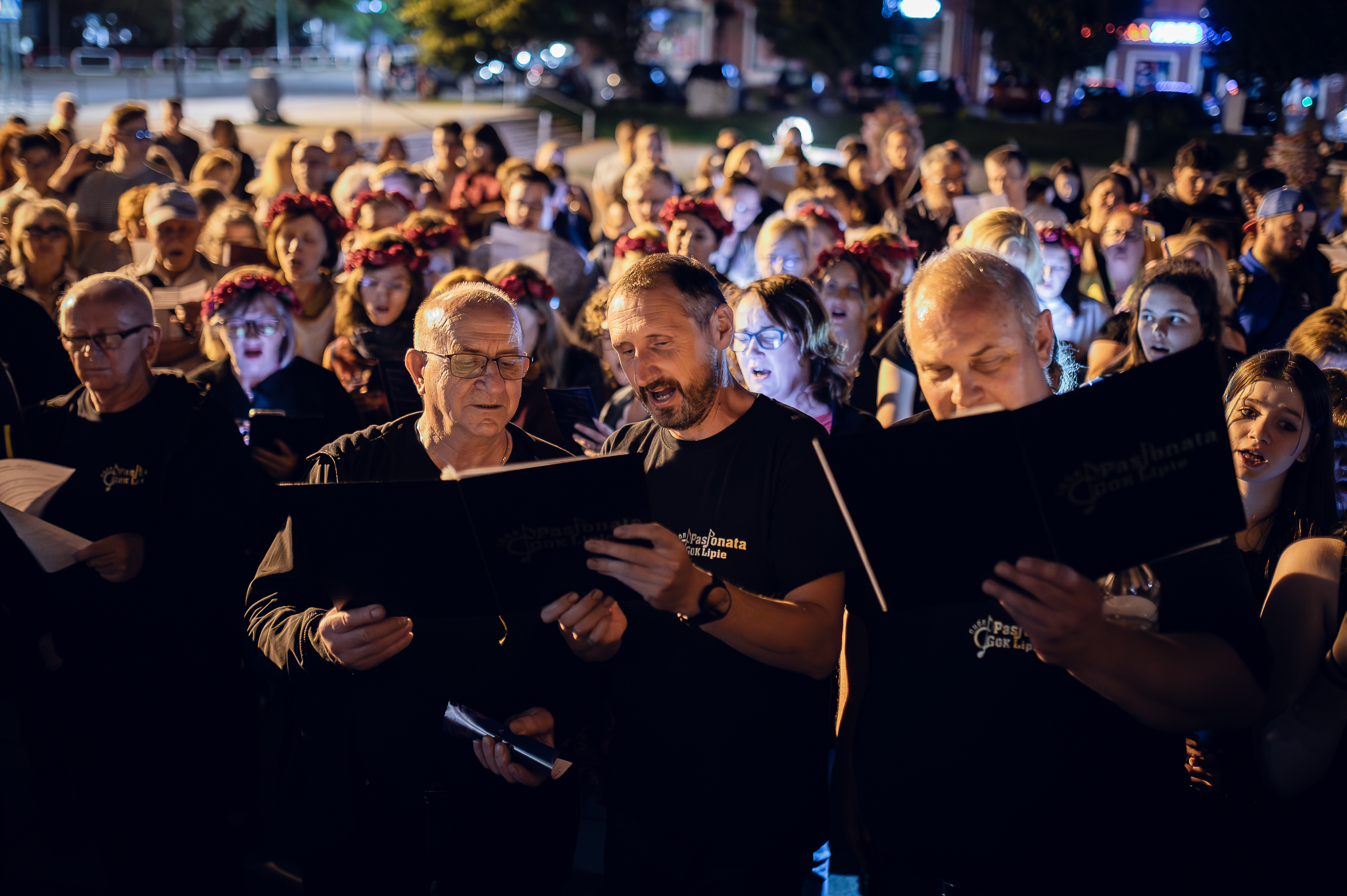
Międzynarodowy Festiwal Noc Chórów

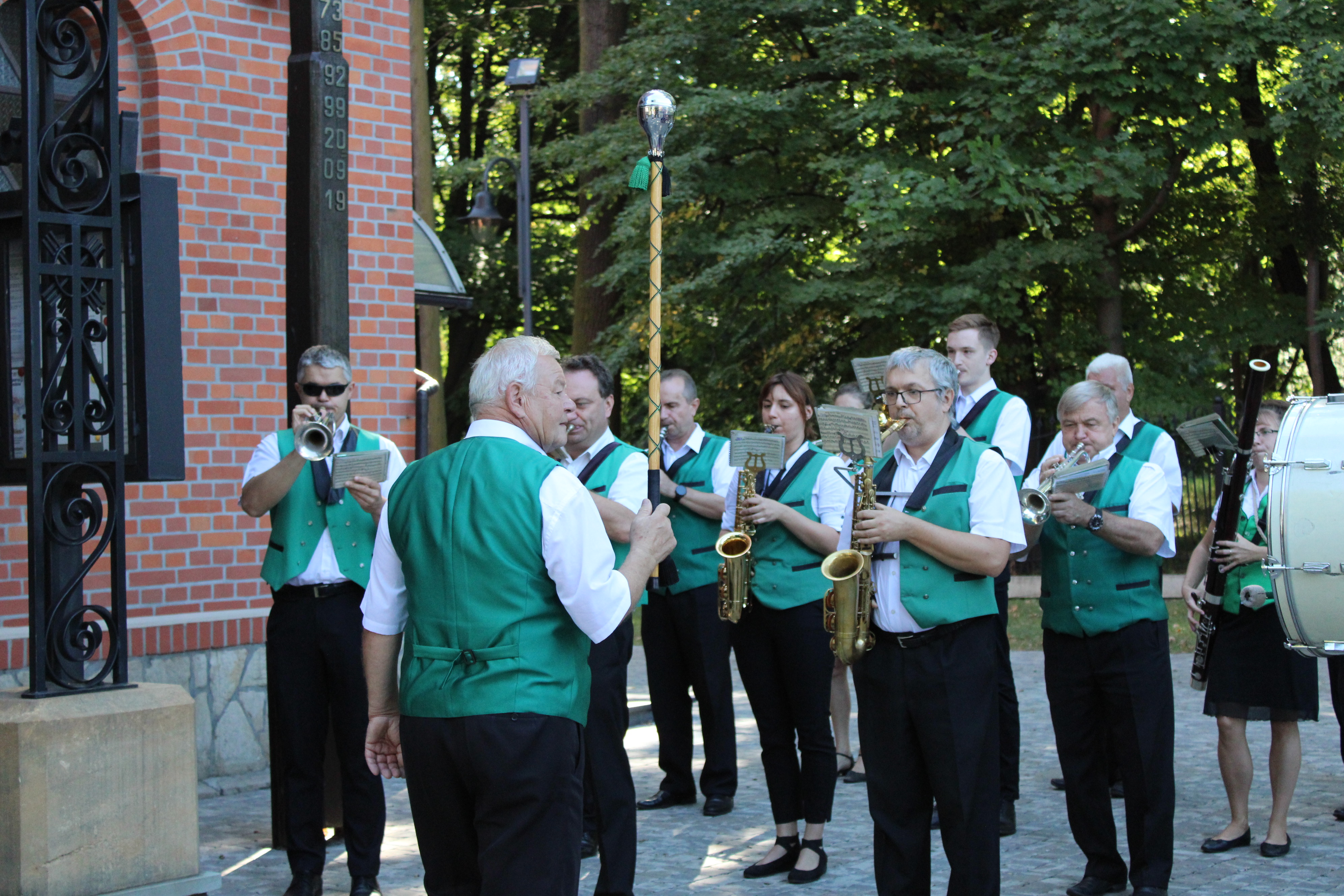
Święto Śląskiej Pieśni Chóralnej Trojok Śląski (2023)

### Zarząd Główny[3]
1. Prezes Zarządu Głównego
2. Członkowie funkcyjni Zarządu Głównego:
  - Skarbnik
  - Dyrektor ds. Artystycznych
  - Kapelan
  - Koordynator ds. organizacji i promocji
  - Sekretarz
3. Członkowie Zarządu Głównego
4. Kapituła Odznaczeń i Godności Honorowych
5. Rada Młodych ŚZChiO
  - Zespół ds. organizacji Sprawczość
  - Zespół ds. projektów i pozyskiwania funduszy Płynność
  - Zespół ds. czasopisma "Śpiewak Śląski" Czytelność
  - Zespół ds. promocji Widoczność
  - Członkowie funkcyjni
6. Komisja Rewizyjna
7. Redakcja kwartalnika „Śpiewak Śląski” z Redaktorem Naczelnym

### Podział na okręgi[4]
1. okręg gliwicko-zabrski
2. okręg chorzowsko-świętochłowicki
3. okręg katowicki
4. okręg mikołowski
5. okręg raciborski
6. okręg rybnicki
7. okręg tarnogórski
8. okręg wodzisławski

### Poczet Prezesów ŚZChiO[2]
- 1910–1922 – Michał Wolski (założyciel)
- 1922–1931 – Emanuel Imiela
- 1931–1935 – Stefan Marian Stoiński
- 1935–1939 – Tadeusz Saloni
- 1945 – Stefan Marian Stoiński
- 1945–1964 – Józef Ligęza
- 1964–1976 – Włodzimierz Stahl
- 1976–1980 – Rudolf Kostorz
- 1981–1985 – Zdzisław Pyzik
- 1985–2007 – Rajmund Hanke
- 2007–2022 – Roman Warzecha
- od 2022 – Weronika Czech

## Wydarzenia i projekty[5]
Wydarzenia cykliczne:
- Czuwanie – Adoracja Bożego Dzieciątka
- Górnośląskie Prezentacje Chórów i Orkiestr im. Rajmunda Hankego
- Święto Śląskiej Pieśni Chóralnej Trojok Śląski
- Śląskie Święto Pieśni Chóralnej MAGNIFICAT
- Eksperyment Kolędowy

Wydarzenia partnerskie:
- Noc Chórów w Rudzie Śląskiej
- Festiwal Twórczości Norberta Blachy Wesoły Wędrownik
- European Medical Students' Orchestra and Choir
- Ogólnopolska Akcja Muzyka – Wsparcie Osób w Depresji
- Metropolitarny Festiwal Chóralny

Projekty:
- Uniwersytet Ludowy – Akademia Śląskiego Związku Chórów i Orkiestr
- Archiwum Historii Mówionej
- Platforma Ruch Mam Głos

## Symbole

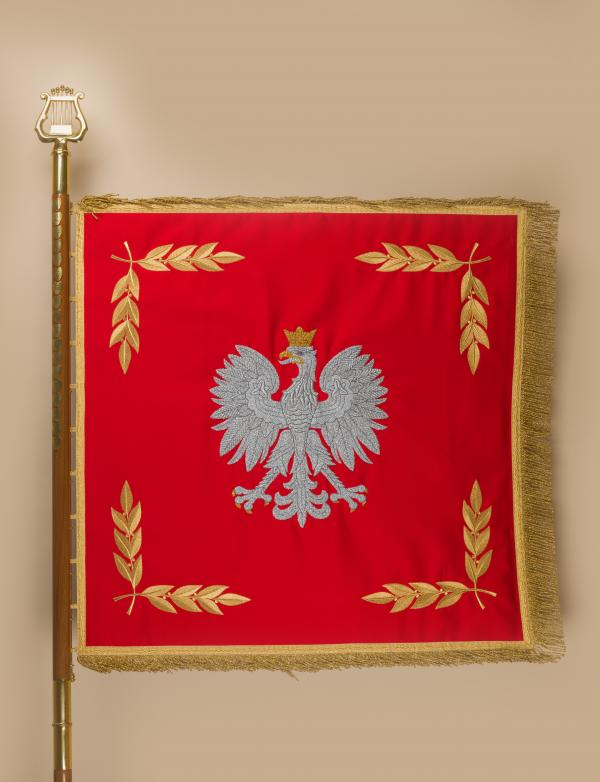
Sztandar ŚZChiO (Rewers)

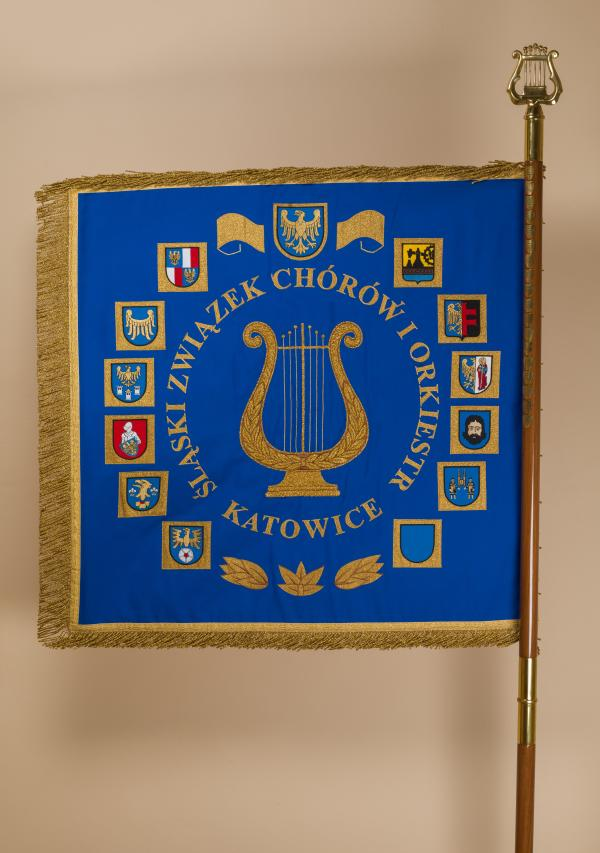
Sztandar ŚZChiO (Awers)

### Sztandar ŚZChiO[6]
Obecny sztandar Śląskiego Związku Chórów i Orkiestr został poświęcony w 2013 roku przez ks. abpa Damiana Zimonia.
Rewers: OJCZYZNA – Godło Polskie na czerwonym tle
Awers: Godło Śląskie i napis Śląski Związek Chórów i Orkiestr Katowice na niebieskim tle, lira (symbolizująca muzykę), herby miast i powiatów, będących siedzibami okręgów, krzyż wpisany w struny liry (symbolizujący wierność tradycji chrześcijańskiej).

### Hymn[7]
Hymnem Śląskiego Związku Chórów i Orkiestr jest utwór pt. Przyjaźń, o Bracia.
Tekst hymnu:

Przyjaźń, o bracia, niech wiąże nas,
W śpiewach wesołych czcijmy ją wraz,
W śpiewach wesołych czcijmy ją wraz,
W jej kole mieszka wesela duch,
Ona pierś krzepi, wzbudza sił ruch,
Ona pierś krzepi, wzbudza sił ruch.

Kiedy nam życie zatruwa los,
Ona łagodzi najsroższy cios,
Ona łagodzi najsroższy cios.

## Śpiewak Śląski[8]
Kwartalnik Śpiewak Śląski wydawany przez ŚZChiO jest najstarszym w Polsce kwartalnikiem poświęconym działalności amatorskiego ruchu śpiewaczo-muzycznego. Ukazuje się od roku 1920. Wychodził w latach 1920-1947, a po długiej przerwie od 1985 do dziś. Dokumentuje on bogatą działalność społecznego ruchu muzycznego, a także jest źródłem wiedzy z dziedziny chóralistyki, śpiewu czy gry i zwyczajów orkiestr dętych.